# Morlancourt British Cemetery No.2
Morlancourt British Cemetery No.2 is een Britse militaire begraafplaats met gesneuvelden uit de Eerste Wereldoorlog, gelegen in het Franse dorp Morlancourt in het departement (Somme). De begraafplaats werd ontworpen door Arthur Hutton en ligt aan een landweg op 560 m ten noordwesten van het dorpscentrum (Église Sainte Marie-Madeleine). Ze heeft een rechthoekig grondplan met een oppervlakte van 250 m² en wordt aan drie zijden omgeven door een natuurstenen muur. Aan de straatzijde wordt ze afgebakend door een haag. Vanaf de weg leidt een brugje over een kleine gracht naar de toegang die bestaat uit een metalen hekje tussen twee ronde natuurstenen zuilen waarna een viertal dalende treden naar het terrein leiden. Het Cross of Sacrifice staat staat recht tegenover de ingang bij de achterste muur. 
Er liggen 56 doden begraven waaronder 2 niet geïdentificeerde.
De begraafplaats wordt onderhouden door de Commonwealth War Graves Commission.
Vanaf deze begraafplaats kan men een pad van ruim 400 m volgen tot de Morlancourt British Cemetery No.1.

## Geschiedenis
Het dorp was in 1916 een rustige plaats waar veldhospitalen waren gevestigd. Aan het einde van maart 1918 werd het door de Duitse troepen tijdens hun lenteoffensief ingenomen. Lokale operaties in mei en juni brachten de geallieerde linie dichterbij, maar het dorp bleef in Duitse handen tot 9 augustus. Toen werd het door het 1/1st Cambridgeshire Regiment en tankeenheden ingenomen. De begraafplaats werd in augustus 1918 aangelegd.
Onder de geïdentificeerde slachtoffers zijn er 53 Britten en 1 Australiër. Bijna de helft onder hen behoorden tot de The Queen's (Royal West Surrey Regiment).

### Onderscheiden militairen
- Reginald Francis Clements, luitenant bij het Royal Sussex Regiment werd onderscheiden met het Military Cross (MC).
- R. Wade, sergeant bij het Norfolk Regiment en W.J. Burry, korporaal bij de The Queen's (Royal West Surrey Regiment) werden onderscheiden met de Military Medal (MM).